# میمیرهل بنیتا
میمیرهل بنیتا (هلندی: Mimeirhel Benita؛ زادهٔ ۱۷ نوامبر ۲۰۰۳) بازیکن فوتبال اهل هلند است.

## تیم ملی
وی همچنین در تیم‌های ملی فوتبال زیر ۱۷ سال هلند و زیر ۱۹ سال هلند بازی کرده‌است.